# 我家浴缸的二三事 (電視劇)
《我家浴缸的二三事》英文名稱： 49 Days with a Merman ，是一部由臺灣製作的青春愛情電視劇，改編自日本漫畫家いときち同名漫畫，該劇在 2021年01月22日開拍，主演為禾浩辰、蔡凡熙、劉主平。

## 播出時間

### 首播(電視版)
| 頻道/影音  | 所在地   | 播出日期      | 播出時間             | 集數        |
| ---------- | -------- | ------------- | -------------------- | ----------- |
| 東森戲劇台 | 中華民國 | 2022年2月6日  | 每週日 20:00 - 22:00 | 首週播放2集 |
| 東森戲劇台 | 中華民國 | 2022年2月13日 | 每週日 21:00 - 22:00 | 更新1集     |

### 網路(網路版)
| 頻道/影音  | 所在地   | 會員                            | 非會員                         | 播出日期                          | 集數             |
| ---------- | -------- | ------------------------------- | ------------------------------ | --------------------------------- | ---------------- |
| KKTV       | 中華民國 | 全集數免費觀看                  | 全集數免費觀看                 | 2022年2月6日2022年2月13日-3月13日 | 更新1-4集更新2集 |
| MOD        | 中華民國 | 全集數免費觀看                  | 全集數免費觀看                 | 2022年2月6日2022年2月13日-3月13日 | 更新1-4集更新2集 |
| LINE TV    | 中華民國 | 每週日 22:00 上架，VIP搶先看2集 | 前兩集免費觀看，隔週多兩集轉免 | 2022年2月6日2022年2月13日-3月13日 | 更新1-4集更新2集 |
| Hami Video | 中華民國 | 每週日 22:00 上架，免費觀看全集 | 免費觀看第一集                 | 2022年2月6日2022年2月13日-3月13日 | 更新1-4集更新2集 |
| myVideo    | 中華民國 | 每周一 12:00 上架，免費觀看全集 | 前三集免費觀看                 | 2022年2月7日                      | 2月7日更新1-4集  |
| myVideo    | 中華民國 | 每周一 12:00 上架，免費觀看全集 | 前三集免費觀看                 | 2022年2月14日起                   | 更新2集          |
| Netflix    | 中華民國 | 全集數免費觀看                  | 無                             | 2022年3月13日                     | 全劇上架         |

### 重播
| 頻道       | 所在地   | 播出日期      | 播出時間             | 集數     |
| ---------- | -------- | ------------- | -------------------- | -------- |
| 東森戲劇台 | 中華民國 | 2022年2月12日 | 每週六 14:00 - 16:00 | 上週兩集 |
| 東森戲劇台 | 中華民國 | 2022年2月12日 | 每週六 20:00 - 22:00 | 上週兩集 |
| 東森戲劇台 | 中華民國 | 2022年2月13日 | 每週日 14:00 - 16:00 | 上週兩集 |
| 東森戲劇台 | 中華民國 | 2022年2月13日 | 每週日 20:00 - 21:00 | 一集     |

## 故事大綱
無藥可救的孬孬趙龍杰（蔡凡熙 飾）原以為就要這樣孤單地魯一輩子，直到有天莫名撿回一條「美男魚」仁宇（禾浩辰 飾）！？
這位人魚哥愛吃愛討抱又愛闖禍，還強行霸佔了浴室，從此人與魚開啟一段超展開又離奇的同居生活……。

## 演員陣容

### 主要角色
| 演員   | 角色   | 角色介紹 | 登場集數 （電視版） | 登場集數 （網路版） |
| 禾浩辰 | 李仁宇 | 海裡稱「第一美尾」的仁宇，就這樣莫名被拽上陸地，似乎跟眼前這孬孬屁孩有關？為了尋找被迫上岸的原因，仁宇只好武嚇龍杰收養他，乖乖當起貪吃又好管閒事的猛寵。隨著一步步走向事情的真相，才知道這段相愛相殺的跨物種情誼，原來早已命中注定？ | 全劇                | 全劇                |
| 蔡凡熙 | 趙龍杰   | 總是逆來順受的「邊緣冠軍」趙龍杰，在從小相依為命的爺爺驟逝後，竟然莫名撿回一條只會吃、兇巴巴的美男魚？不但被迫同居，甚至成為同班同學，還要為了他出生入死？ 早已不抱期待的魯蛇人生，面對接二連三的超展開情節，到底還能多離奇。        | 全劇                | 全劇                |
| 劉主平 | 周碧玉 | 血液70％成分是正義的叛逆女俠，對別人的事沒太大興趣，除了一起長大的趙龍杰。絕對不是因為喜歡他，只是無法放著他不管而已！不過自從龍杰莫名多了新室友後，整個人看起來倒是變得更可愛了？                                                     | 全劇                | 全劇                |

### 其他角色
| 演員   | 角色         | 角色介紹 | 登場集數 （電視版） | 登場集數 （網路版） |
| 温慶禹 | 許聰健       | 身為班上邊緣成員之一的聰健，雖然做事總看人眼色又膽小，但該義氣相挺時從來不會缺席。近來的煩惱是跟最好的死黨龍杰有了難以化解的心結。 | 全劇                | 全劇                |
| 張碩航 | 蔣江         | 長得帥、笑容陽光、人緣好、會讀書、家境富裕、運動高手。不過，看似單純無害的微笑背後，竟有著看不透的腹黑性格？                     | 1-2,4-7             | 1-4,7-14            |
| 洪至賢 | 高偉豪／大砲 | 活在自己世界的惡霸大砲，平常嗜好就是勒索班上的邊緣人。意外跟龍杰他們混熟後，原來不當反派似乎也挺有趣的嘛。                         | 1-7                 | 1,3-4,6-14          |

### 204班同學
| 演員   | 演員   | 演員   | 演員   | 演員   | 演員   | 演員   | 角色 | 角色介紹      | 登場集數 （電視版） | 登場集數 （網路版） |
| 尤薪發 | 彭星論 | 許家瑋 | 林秉叡 | 邱結元 | 徐晉彥 | 邱靖熙 | 學生 | 204班其他同學 | 1-2,4-7             | 1,3-4,7-12,14       |
| 王建華 | 郭靜樺 | 賴欣誼 | 柯欣汝 | 陳如意 | 鄭詠翰 | 洪嘉瀅 | 學生 | 204班其他同學 | 1-2,4-7             | 1,3-4,7-12,14       |
| 湯士   | 高堂榮 | 邱嘉和 | 簡語慧 | 林家鉅 | 廖心如 | 鄧皓元 | 學生 | 204班其他同學 | 1-2,4-7             | 1,3-4,7-12,14       |

### 特別演出
| 演員   | 角色   | 角色介紹 | 登場集數 （電視版） | 登場集數 （網路版） |
| 夏靖庭 | 趙虎丁 | 趙龍杰的爺爺 從小相依為命、龍杰最愛的爺爺，總是不願其煩地提醒他要勇敢做自己。爺爺的離去，仁宇的出現，看似巧合卻意外提醒龍杰去領悟最重要的事。 | 1-3,6-7             | 1,3,5-6,12-13       |
| 湯志偉 | 唐海良 | 班導 擁有太陽之手的班導唐僧，學生的事就是自己的事！過度熱情的人設背後，似乎藏有了不少秘密，會跟仁宇被迫上岸有關嗎？                       | 1-2,4-7             | 1,3-4,8-14          |
| 柯叔元 | 蔣勝海 | 蔣江的爸爸 身為漁會理事長的蔣爸，是蔣江最畏懼的嚴厲父親。為求目的不擇手段，沒有他蔣勝海搞不定的事！                                       | 2,5-7               | 3,10-14             |
| 陸明君 | 江麗媚 | 周碧玉的媽媽 遇人不淑的雜貨店老闆娘，辛苦地獨自扶養碧玉長大。喜歡偶爾小酌（高粱），是觀賞碧玉和龍杰這對兩小無猜的長年忠實觀眾。             | 1,3                 | 2,5                 |
| 林美秀 | 魏倩如 | 大砲的媽媽 惡霸大砲的護理師媽媽，因為醫院工作繁忙，疏於照顧兒子，她也為修補母子關係而正在努力。                                           | 3                   | 6                   |

### 客串角色
| 演員   | 角色   | 角色介紹       | 登場集數 （電視版） | 登場集數 （網路版） |
| 謝岩希 | 小龍杰   | 童年的趙龍。   | 1-3,5               | 1-2,4-5,10          |
| 謝涵羽 | 小碧玉 | 童年的周碧玉。 | 3                   | 5                   |
| 黃騰浩 | 趙一德 | 趙龍的爸爸。   | 1-2,5               | 1-2,4,10            |

## 電視劇歌曲
| 曲別   | 歌名           | 演唱者         | 作詞作曲                             | 音樂提供   |
| 片頭曲 | 戀戀           | F.I.R.飛兒樂團 | 胡如虹、F.I.R.飛兒樂團               | 華研國際   |
| 片尾曲 | Be Alright     | 畢書盡         | 王士榛、Wayson.H、徐浩敏、段定語     | 福茂唱片   |
| 插曲   | Love Now       | 畢書盡         | 畢書盡、張簡君偉、Oliver Kim、林可人 | 福茂唱片   |
| 插曲   | 不可言說       | 文慧如         | 文慧如                               | 華研國際   |
| 插曲   | 交錯世界       | 邵羽           | 森白B.K、邵羽                        | 好舒服音樂 |
| 插曲   | 我這個人很簡單 | Zing           | Zing、深白色、Lil Bin                | 白晝之樂   |

## 各集標題
| 集數 (電視版) | 集數 (網路版) | 標題                   | 播出/上架時間 |
| 1             | 1             | 我家浴缸有人魚？！     | 2022年2月6日  |
| 1             | 2             | 幹嘛一直纏著我？       | 2022年2月6日  |
| 2             | 3             | 最糟糕的同居生活       | 2022年2月6日  |
| 2             | 4             | 難道你會讀心術？       | 2022年2月6日  |
| 3             | 5             | 爺爺的那封信           | 2022年2月13日 |
| 3             | 6             | 你的快樂我來處理       | 2022年2月13日 |
| 4             | 7             | 喜歡就是要交配啊！     | 2022年2月20日 |
| 4             | 8             | 破輪胎兄弟！誕生！     | 2022年2月20日 |
| 5             | 9             | 戰鬥吧！龍杰2.0！      | 2022年2月27日 |
| 5             | 10            | Better Me              | 2022年2月27日 |
| 6             | 11            | 放輕鬆輸吧！加油！     | 2022年3月6日  |
| 6             | 12            | 你會ㄧ直陪我到最後吧？ | 2022年3月6日  |
| 7             | 13            | 消失的秘密             | 2022年3月13日 |
| 7             | 14            | 你一直在這裡           | 2022年3月13日 |

## 收視率
| 中華民國臺灣 東森戲劇台 首播收视率 （AC尼爾森） |               |        |      |              |
| 集數                                            | 播出日期      | 收视率 | 排名 | 備註         |
| 1                                               | 2022年2月6日  |        |      | 首週播放兩集 |
| 2                                               | 2022年2月6日  |        |      | 首週播放兩集 |
| 3                                               | 2022年2月13日 |        |      |              |
| 4                                               | 2022年2月20日 |        |      |              |
| 5                                               | 2022年2月27日 |        |      |              |
| 6                                               | 2022年3月6日  |        |      |              |
| 7                                               | 2022年3月13日 |        |      |              |

1. 由AC尼爾森調查，調查範圍是四歲以上收看電視之觀眾。
2. 資料來源：台灣-偶像劇場、凱絡媒體週報、AC尼尔森

## 製作團隊/贊助名單
- 導演：張熙明
- 製作公司：羚邦集團

### 工作人員名單
- 總監製：何存忠、馮英琪
- 出品人：趙小燕、趙小鳳、黃國瑜
- 製作人：毛穎潔
- 監製：何存忠、馮英琪
- 製作統籌：李超倫
- 故事構成：杜政哲
- 製片：趙天豪、董妍玫
- 協力編劇：黃常祚
- 編劇：陳鴻儀
- 攝影指導：蔡旻翰
- 攝影師：呂昭宏、廖哲偉
- 美術指導：羅文璟
- 造型指導：宋冠儀
- 特效指導：郭家宥
- 特殊化妝指導：程薇穎
- 音樂總監：侯志堅
- 配樂製作：龔鈺祺
- 剪接指導：戴書瑋

### 冠名贊助
- 東森：永德生技 高纖有酵益生菌(第5集-第7集)

### 協力拍攝
- 桃園觀音高中
- 苗栗縣政府觀光局
- 屏東縣政府
- 墾丁國家公園管理處
- 屏東有影

## 外部連結
- 我家浴缸的二三事的Facebook專頁
- 官方网站—東森戲劇
- 在Netflix上觀看《我家浴缸的二三事》

## 電視節目的變遷
| 中華民國 東森戲劇台 每週日 21:00 - 22:00 · 2月6日 20:00 - 22:00 | 中華民國 東森戲劇台 每週日 21:00 - 22:00 · 2月6日 20:00 - 22:00 | 中華民國 東森戲劇台 每週日 21:00 - 22:00 · 2月6日 20:00 - 22:00 |
| --------------------------------------------------------------- | --------------------------------------------------------------- | --------------------------------------------------------------- |
|                                                                 | 我家浴缸的二三事 （2022年2月6日－2022年3月13日）                |                                                                 |
| 2049－完美預測 （2021年11月14日－2021年11月21日）               | 死神少女 （2022年3月20日－2022年4月23日）                       |                                                                 |